# سانگ‌مین
| طبقه       | هانگول | هانجا | معنی               |
| ---------- | ------ | ----- | ------------------ |
| یانگبان    | 양반   | 兩班  | نخبگان             |
| جونگین     | 중인   | 中人  | طبقه متوسط بالا    |
| سانگ‌مین    | 상민   | 常民  | طبقه متوسط پایین   |
| چئونمین    | 천민   | 賤民  | عوام               |
| • باکجئونگ | 백정   | 白丁  | نجس‌ها              |
| • نوبی     | 노비   | 奴婢  | برده‌ها (یا رعیت‌ها) |
| ن          |        |       |                    |

سانگ‌مین (انگلیسی: Sangmin) به مردمان عادی در پادشاهی چوسان در کشور کره گفته می‌شد. طبقه سانگ‌مین شامل دهقانان، کارگران، ماهی گیران، بعضی از صنعت گران و تجار می‌شد. طبقه سانگ مین به عنوان کارگران طاهر مورد ملاحظه قرار می‌گرفت ولی در کل جایگاه اجتماعی پائینی داشتند. عموماً آنها فقیر بودند. آنها بخش عمده‌ای از مالیات کشور کره را پرداخت می‌نمودند و مشمول طرح‌های نظامی نیز می‌شدند. زندگانی آنها به سختی می‌گذشت اما به مانند طبقه اجتماعی چونگ‌این که ستون فقرات دولت را تشکیل می‌دادند، سانگ‌مین نیز پایه و اساس پادشاهی چوسان را به وجود آورده بود. بعضی از سانگ‌مین‌ها مالک زمین‌هایی بودند که بر روی آنها کشاورزی می‌کردند. دیگران نیز از یانگبان‌ها زمین اجاره کرده و به عنوان کشاورزان مستأجر به امرار معاش می‌پرداختند. آنهایی که کشاورزی نمی‌کردند در پائین‌ترین مرتبه اجتماعی قرار داشتند. در زندگی روزمره، آنها مردمان کاری بودند که برای زندگی کردن تقلا می‌کردند. دو طبقه اجتماعی یانگبان و چونگ‌این بر آنها تسلط و کنترل داشتند. سانگ مین کارهای سخت را انجام می‌داد. در اواخر دوران چوسان که برابر با قرن نوزدهم میلادی می‌شد، سانگ مین‌ها به دلیل ظلم و ستم و فساد طبقه یانگ بان به کرات شورش نمودند.